# Endless Summer Nights
"Endless Summer Nights" é uma canção escrita e interpretada pelo cantor de rock norte-americano Richard Marx e lançado em janeiro de 1988, como o terceiro single de seu álbum de estreia homônimo.

## Lista de faixas
1. "Endless Summer Nights" (Marx) – 4:11
2. "Have Mercy" (ao vivo) (Marx) – 5:30

## Posição nas paradas
| Tabela musical (1988)             | Melhor posição |
| --------------------------------- | -------------- |
| EUA Billboard Hot 100             | 2              |
| U.S. Adult Contemporary           | 2              |
| Austrália ARIA Singles Chart      | 19             |
| Dutch Top 40                      | 62             |
| Nova Zelândia RIANZ Singles Chart | 42             |
| Suécia Singles Chart              | 13             |
| UK Singles Chart                  | 50             |